# Sportverein für Arbeiter und Angestellte der Österreichischen Mineralölverwaltung Olympia
Lo Sportverein für Arbeiter und Angestellte der Österreichischen Mineralölverwaltung Olympia, meglio noto come ÖMV Olympia, fu una società calcistica austriaca, con sede a Vienna.
Fondata nel 1933 come ASK Olympia 33 da un gruppo di giovani militanti del Partito Comunista d'Austria, subì una serie di persecuzioni per motivi politici sotto il Governo austrofascista e poi, dopo l'Anschluss, sotto il Terzo Reich.
Rifondata dopo la fine della guerra, nel 1960 si è fusa con lo Slovan Vienna.

## Storia
Quando, nel 1933, si insediò il primo governo austrofascista, tutte le attività del Partito Comunista Austriaco vennero fortemente limitate. Questo comportò la chiusura della squadra del Verein Westend, che era una società polisportiva attiva anche nella pallamano. In entrambi gli sport primeggiava Erwin Puschmann, che sarebbe diventato un alto dirigente del partito. Fu lui a farsi promotore della fondazione dell'Arbeitersportklub Olympia 33, nuova società che avrebbe dovuto riempire il vuoto lasciato dalla scomparsa del Westend. Solo la squadra di pallamano era iscritta al campionato nazionale, mentre la sezione calcistica si limitava a disputare partite amichevoli con altri club. Inoltre, il club era un punto di riferimento per le attività illegali di propaganda comunista.
In una prima fase, l'Anschluss non intaccò le attività politiche e sportive della società. Puschmann fu comunque costretto a fuggire in Jugoslavia, tornò a Vienna nel 1939 e fu poi arrestato dalla Gestapo nel 1941. Morì prigioniero nel gennaio 1943. Le prime indagini a carico di tesserati del club si svolsero nel febbraio 1939, quando 48 soci furono inquisiti dalla polizia nazista. Pochi giorni dopo il club venne ufficialmente dissolto.
Dopo la guerra, l'attività dell'Olympia 33 riprese. Nel 1954 la squadra arrivò alla Wiener Stadtliga, vinse il campionato all'esordio e sconfisse lo Harland negli spareggi per la promozione, salendo in Staatsliga B. Due anni più tardi, il club cambiò nome in Sportverein für Arbeiter und Angestellte der Österreichischen Mineralölverwaltung Olympia, divenendo la squadra di calcio della Österreichische Mineralölverwaltung, compagnia petrolifera basata a Stadlau, nel distretto di Donaustadt. Con la nuova denominazione l'ÖMV Olympia vinse il campionato di Staatsliga B 1956-1957, approdando in Staatsliga A (la massima divisione) per la prima volta nella sua storia.
Dopo due stagioni di permanenza in Staatsliga A, l'ÖMV Olympia retrocesse. Nel 1960 venne decisa la fusione con lo Slovan Vienna, società che per qualche anno (precisamente sino al 1969) assunse la denominazione di Slovan-Olympia.

## Colori e simboli
I colori ufficiali del club erano il rosso ed il nero. Simbolo tradizionale del club erano tre cerchi olimpici sovrapposti.
Dopo l'ingresso nell'orbita della ÖMV, il logo di questa compagnia venne aggiunto allo stemma del club.

## Stadio
Durante la permanenza in Staatsliga A, l'ÖMV Olympia utilizzò lo stadio del Red Star, situato nel distretto di Rudolfsheim-Fünfhaus. All'esordio in massima serie erano presenti quasi 10.000 spettatori.

## Palmarès

### Competizioni nazionali
- Campionato di Staatsliga B: 1

1956-1957

### Competizioni regionali
- Campionato di Vienna: 1

1954-1955

## Statistiche e record

### Partecipazioni ai campionati
| Categoria    | Partecipazioni | Debutto   | Ultima stagione |
| ------------ | -------------- | --------- | --------------- |
| Staatsliga A | 2              | 1957-1958 | 1958-1959       |
| Staatsliga B | 2              | 1956-1957 | 1959-1960       |

In 4 stagioni sportive disputate a livello nazionale. Sono esclusi i tornei regionali viennesi.